# Gymnocarpium heterosporum
Gymnocarpium heterosporum là một loài thực vật có mạch trong họ Woodsiaceae. Loài này được Wagner miêu tả khoa học đầu tiên.